# 仮面ライダーアマゾン
『仮面ライダーアマゾン』（かめんライダーアマゾン）は、1974年10月19日から1975年3月29日まで、NET系列で毎週土曜19時30分から20時（JST）に全24話が放送された、毎日放送・東映制作の特撮テレビドラマ作品、および作中で主人公が変身するヒーローの名称である。

## 概要
「仮面ライダーシリーズ」第4作として放送された本作品は、シリーズの中で最も異色の作品であるとされる。
「噛みつき」や「引っ掻き」といった野性味あふれる攻撃、切り裂かれて血しぶきを上げながら散っていく怪人など、シリーズでは異色の作品となっている。
生後まもなく南米アマゾンの奥地で遭難し、野獣の中で育ったがゆえに言葉もわからず、文明も理解できないまま日本に1人で放り出され、周囲の誤解に遭いながらも、ゲドンと孤独な戦いを続ける野生児の主人公「仮面ライダーアマゾン」ことアマゾン / 山本大介の悲哀を描いたハードなドラマも魅力だった。
悪の組織ゲドンが尖兵とする獣人は、動物や昆虫の特性を直截的に取り込んだ造形となっており、人間よりも獣の要素が色濃い。ゲドンの獣人は食料となる人間を片っ端から誘拐してはその生き血を抜き取って殺していき、その遺体を食肉として保存する。
しかし、その怪奇性とヒーローの孤独を中心に据えた作品展開が仇となって子供たちに敬遠されてしまい、当初は好調だった視聴率が徐々に低迷してきたため、 第6話でモグラ獣人がアマゾンの仲間になってから大きな方向転換を余儀なくされ、低年齢向けの作風へ変化して視聴率の回復が図られた。そのための強化策は、以下の3点が挙げられる。
- アマゾンがキックやパンチといった、従来の仮面ライダー同様のアクションを多用するようになる[2]。
- 岡村まさひこ、岡村りつ子、立花藤兵衛といった仲間たちのサポートを受けて戦う。
- 明朗な痛快活劇を基本とした平板な展開が中心となり、モグラ獣人を中心としたコミカルな要素も加わる。

低年齢向けを目指した路線変更は、第14話でゲドン壊滅と共にガランダー帝国が登場してからさらに加速していくこととなる。古代インカ帝国の秘宝と、その秘密のカギであるギギの腕輪をアマゾンから奪うことを作戦の中心に据えたゲドンとは異なり、ガランダー帝国はインカの秘宝よりも世界征服作戦を優先させていく。その結果、従来の悪の組織ではあまり例のない規模の都市破壊をはじめとする大掛かりな作戦を次々と行うガランダー帝国と、それを阻止していくアマゾンの活躍がダイナミックかつテンポよく描かれるようになった。
前作から引き続いて藤兵衛が登場しており、設定上は前3作品とつながっているが、歴代ライダーが客演することはなかった。雑誌『テレビマガジン』では、6人の仮面ライダーが集合するグラビアが掲載された。

## あらすじ
生まれて間もなく、両親とともに南米のアマゾンで遭難した日本人・山本大介は、自分が日本人とは知らずにアマゾンのジャングルで野生児アマゾンとして育った。
ある日、古代インカ帝国の秘宝「ギギの腕輪」を狙う十面鬼ゴルゴス率いるゲドンが、反乱を起こした。古代インカ一族の長老バゴーはギギの腕輪を守るため、アマゾンにギギの腕輪を古代インカ帝国に伝わる秘術によって移植し、仮面ライダーアマゾンに改造した。そして、彼に自己催眠をかけて日本に向かわせた。ゴルゴスもまた、アマゾンのギギの腕輪を狙って日本に向かう。ここに、アマゾンとギギの腕輪をねらうゲドンとの戦いが始まった。
しかし、アマゾンにとって日本は故郷といえども未知の異郷も同然である。そんな彼も、岡村まさひこ少年やその姉・りつ子、かつて仮面ライダーXまでの仮面ライダーとともに悪の組織と戦った立花藤兵衛、ゲドンを裏切ったモグラ獣人といった仲間に支えられていく。
十面鬼は第2の離反者・獣人ヘビトンボがアマゾンと共闘したこともあって倒され、ゲドンは壊滅する。しかしヘビトンボはより強大な新組織・ガランダー帝国の尖兵だった。十面鬼が所持していたもうひとつのインカの秘宝「ガガの腕輪」は帝国の支配者・ゼロ大帝の手に渡り、アマゾンの戦いはなおも続く。
激しさを増すガランダー帝国の攻撃にモグラ獣人が命を落としたものの、アマゾンはゼロ大帝を追い詰める。大帝の逆襲によってアマゾンは窮地に陥るが、ギギとガガ、2つの腕輪が合わさることで生まれた力で勝利する。アマゾンはまさひこたちに別れを告げ、南米行きの船で日本を発つのだった。

## 登場人物
アマゾン / 仮面ライダーアマゾン
本作品の主人公で、本名は山本 大介（）。23歳の日本人であり、生後まもなく、飛行機事故によって、アマゾンで両親と共に遭難。両親は亡くなるが、自身は南米のアマゾン奥地で野生の動物たちに囲まれて育った。父の友人である高坂教授によると亡き父親の面影があるとのこと。
バゴーの改造手術により、ギギの腕輪も移植され、バゴーの与えた催眠暗示に従い、高坂に会うために生まれ故郷の日本を訪れ、仮面ライダーアマゾン＝アマゾンライダーとして、ゲドンと戦う。
大自然の中で動物とともに育ったために当初はほとんど言葉を話すことができなかったが、ストーリーが進行するに連れ、さまざまな言葉を覚えていく。第13話以降は、まさひこの特訓を受けたことで流暢な日本語を話せるようになった。素朴かつ素直、そして活発であるうえに感情表現も直接的で文明に慣れておらず、周囲の人間との誤解から一時はホームシックにかかり、ゲドンとの戦闘を放棄して南米に戻ろうとしたこともある。ただ文明に対して適応力が無いわけではなく、バイクの運転に関しても当初こそ嫌い躊躇していたが、最終的には藤兵衛も認めるほどジャングラーを乗りこなし、モトクロッサーとしても期待されるほどだった。
ジャングル育ちゆえ、薬草の知識が豊富であり、草笛が得意。従来の仮面ライダーと違って変身前でも高い格闘能力を誇り、変身せずに獣人を敗走させたこともあり、腕力は中型オートバイを持ち上げて運ぶほどである。仲間が傷つくことを極度に嫌い、特にモグラ獣人を殺害したキノコ獣人に対する攻撃は壮絶なものであった。
ガランダー帝国を壊滅させた後は、白いスーツを着て南米アマゾンへと帰った。
高坂博士の知人であった立花藤兵衛、高坂博士の甥・まさひこや姪・りつ子からは「アマゾン」と呼ばれており、大介自身も自分の本名を忘れてしまっていたため、周囲からそう呼ばれるままに自身のことを「アマゾン」と称し、オープニングクレジットでも「アマゾン / 仮面ライダーアマゾン」となっていた。本名の山本大介が用いられていたのは、本作品では第1話・第2話冒頭のナレーションと当時の幼年誌などの誌上のみである。初めて「仮面ライダーアマゾン / 山本大介」とクレジットされたのは、次作『仮面ライダーストロンガー』客演時であり、特番『全員集合!7人の仮面ライダー!!』も同様であったが、そう呼ばれることはなかった。『不滅の仮面ライダースペシャル』では立花藤兵衛、『10号誕生!仮面ライダー全員集合!!』では風見志郎（仮面ライダーV3）に本名を知られていた。
- 石森によるキャラクターデザインでは全身に傷があり、『漫画版仮面ライダー』の本郷猛と同様に改造手術の痕が浮かび上がるという設定であった。放送開始前の撮影会ではバミューダ状のパンツ姿であった。当初は第7話から普通の洋服を着るという展開が予定されていたが、番組当初のキャラクター性が人気を得たため、そのまま裸に近いままとなった。

立花藤兵衛
アマゾンの協力者で、ジャングラーの製作者。

岡村姉弟
高坂教授の姪と甥。岡村姉弟の苗字は、過去の出版物では高坂と表記されることもあったが、これは漫画版の設定であり、テレビ版で苗字に言及される際は「岡村」となっている。
岡村 まさひこ（）
来日したアマゾンと最初に友達になった、城南小学校2年生の少年。
年齢の割に頭がよく、文明を知らないアマゾンに日本語や日本の風習を教えた。少し生意気なことを言う時もあるが、正義感は強く、獣人も恐れない勇気を持つ。
岡村 りつ子（）
まさひこの姉。当初は無茶をするまさひこを心配するあまり、戦いに巻き込むアマゾンのことを敵視し、第2話ではアマゾンを罵倒して彼の心を傷つけてしまう。しかし、アマゾンの人柄に触れ合ううちに少しずつ心を開くようになり、第9話でカニ獣人の魔手から救われてからは完全に打ち解け、それまで腰蓑1枚しか身につけていなかったアマゾンに、「日本の冬は寒いから」と上着を贈る。
- りつ子がアマゾンに完全に心を開く第9話などは『東映ヒロインMAX』vol.2、59頁のヒロインベストエピソードにも掲載され、高評されている。

長老バゴー
第1話に登場。南米アマゾンの大密林の奥深くに隠れ住んでいた、古代インカ帝国の末裔の一族の長老。
インカ文明の秘密を狙う十面鬼によって一族は殺され、自身も瀕死の重傷を負う。しかし、死の直前にアマゾンを仮面ライダーアマゾンに改造して、ギギの腕輪を託し、高坂と会うように催眠暗示を与えて絶命する。

高坂教授
アマゾンの父の山本教授の親友。バゴーとの親交もあり、ゲドンの存在を教えられていた。
ゲドンと戦う力を持つアマゾンが来日したことを知り、彼に協力しようとしたのも束の間、クモ獣人に殺害されてしまう。

モグラ獣人
第5話から登場。鼻先が花のように開いている。「チュチュ〜ン」という鳴き声とともに地中から出現するが、地中での活動範囲は地下10メートル程度である。
元はゲドンの獣人で、まさひこを誘拐してアマゾンをおびき出して倒そうとするが失敗し、天日脱水の刑に処されそうになったところをアマゾンに救われ、以後は協力者となる。とはいえ積極的に戦おうとはせず、情報を提供したり、サポートに徹したりすることのほうが多かった。まさひことは仲が良く、「モグラ」と呼ばれて慕われているが、周囲から軽く扱われて不満を漏らすことも多い。ゲドン側からは「裏切り者」、ガランダー側からは「ゲドンの生き残り」と総称される。
アマゾンとの対決では残像を生みだすほどのスピードを見せるが前述の通り敵わず、カニ獣人、獣人ヤマアラシ、獣人ヘビトンボにも劣勢だった。第17話の「東京フライパン作戦」で大火傷を負い、以降、体表面の患部が黒色となる。
とはいえ第19話では、「地下鉄洪水作戦」に対してガランダ―の思惑や子供たちの場所を調査、アマゾン達に知らせた上で瓦礫の下敷きになった子供たちを全員助けるという大活躍をしており、アマゾンも「今回は、モグラのおかげだ」と認めていたほどだった。
第20話で東京を危機に陥れたキノコ獣人の人食いカビの解毒剤を精製するため、カビを入手しようとアマゾン達を裏切ったフリをしてキノコ獣人に接近するが、その思惑を見抜かれてキノコ獣人の殺人カビを浴びせられてしまい、命を落とす（瀕死の状態で力を振り絞って持ち帰った殺人カビからは解毒剤が完成し、東京は救われる）。その後、アマゾンたちによって立てられた墓標には、モグラ獣人の頭の形をした模型や、「勇気の士（）モグラ獣人の墓」と刻まれたプレートが添えられる。
- アマゾンに味方する獣人は企画段階から存在していたが、それがモグラモチーフになったのは、『仮面ライダー』に登場した怪人モグラングがスタッフ間で印象深かったためである。

ゲーム『特撮冒険活劇 スーパーヒーロー烈伝』
ゲームでは処刑から救うことで操作キャラクターとして仲間になる。キノコ獣人が登場しないため、十面鬼やゼロ大帝の死亡後も生存している。

## 仮面ライダーアマゾン
山本大介（アマゾン）の怒りが頂点に達し「アー・マー・ゾーン！」と叫ぶことで変身した姿。第1話、来日直後の彼の戦いを目撃したまさひこから「仮面ライダー」の称号を贈られ「アマゾンライダー」とも呼ばれる。
外見はマダラオオトカゲをモチーフとしており、機械式の改造人間ではなく爬虫類の機能を備えた生体改造人間。体色は迷彩色を基調としている。
筋力は既に人間離れのスペックを持つ変身前から10倍にパワーアップする。高所での安定感も抜群で、立花藤兵衛と共に滝ツボに落下しても容易に救助した。能力的には敏捷性に優れるスピード型で、全身の斑模様を保護色に生かし、密林での戦闘を最も得意とする。変身後の肉体は爬虫類ベースだが、水中の酸素を確保するための鰓（えら）も持っているなど、むしろ両生類的である。劇中聴かれる独特の擬音は腕ビレ、足ビレ、背ビレを開閉し、爪などを擦り合わせた時に生じる擦過音で、威嚇行為である。野獣のような戦い方をするため、従来の仮面ライダーのようなキックやパンチによる戦い方を当初は行わなかったが、途中からは、回し蹴りも用いた戦い方を見せるようにもなる。
変身方法
変身は「もがく」ように腕を動かしながら「アー・マー・ゾーン!!」の掛け声で目が赤く輝き、光のイリュージョンに包まれ、やがて姿を変えるという超神秘なものである。アマゾンが日本語を喋るようになっても変身プロセスには変更が無く、変身に際してこれといったアイテム使用描写も無い。ポピー（現バンダイボーイズ・トイ事業部）の変身ベルトコンドラーのCMでの変身シーンはテレビシリーズと異なり、アマゾンが変身ポーズとともに「アー・マー・ゾーン!!」と叫ぶとコンドラーの赤い目の部分が光り、中央のノコギリ部分が回転して閃光を放つというものだった。
劇中では変身前後のアマゾンの姿は特殊レンズで幾重にも連なって回転する撮影方法がとられており、子門真人の声で「アー・マー・ゾーン」という叫びがこだまする中、変身する手法で表現されている。
『ストロンガー』終盤の客演では、岡崎が散髪をしていたため変身シーンだけ長髪になっている。この時の衣装は初期の上半身裸の物を着用していたが、変身バンクは後期タイプが使用された。
変身ポーズと掛け声は東映プロデューサーの平山亨が企画会議で実演して承認された。
原作者の石森章太郎による絵コンテでは徐々に肉体が変化していく様を描写しており、本作品では実現しなかったが後に『仮面ライダーBLACK』や『真・仮面ライダー 序章』でこの方法を用いている。

デザイン・造型
従来の仮面ライダーたちと違い、目の複眼パターンが角でなく丸パターンとなっているのも特徴である。マスク製造を担当したエキス・プロダクションにかつて在籍していた村瀬継蔵によると、モスラ（成虫）の眼を参考にしたそうである。マスクは模様の異なるものが3種類存在する。当初は口に牙のあるマスクが用意されたが、撮影ではオープニング映像やジャガーショックの一部カットにしか使われておらず、ほとんどの場面で牙なしのものが使われている。従来のマスクよりも大きく重さがあり、覗き穴からは足下しか見えなかったためスーツアクターの負担になっていたという。
スーツの模様は、『仮面ライダー』の美術を担当した三上陸男が描いた。初期の胸板はグラデーションのかかったオレンジ色で、後期では濃い朱色となっている。また、全身のまだら模様も後期の物は簡素化されている。
背中のヒレは、糸で動かすギミックのものが存在する。
石森による決定デザイン画では、足にも爪が存在した。放送開始前の撮影会では、マスクの牙のほか、ヒレの位置やバックルの形状なども異なっていた。

その他
特徴的な鳴き声は、音響監督の太田克己がキジの鳴き声をモデルに考えだした。

### 装備
ギギの腕輪とガガの腕輪
インカ超古代文明のオーパーツ。インカの守り神であるコンドルの頭部を象っている。合体させることで超古代文明のパワーを発揮することが可能。『仮面ライダーアマゾン』では、この二つの腕輪を巡っての攻防が描かれるため、アマゾンがギギの腕輪とガガの腕輪の両方を装着して戦うのは、最終回のみとなっている。それ以降の劇場版の出演はギギの腕輪のみを装備している。
ギギの腕輪
長老バゴーによってアマゾンの左腕に移植された腕輪。『ギギ』は左を意味する。アマゾンの強力な特殊能力の源であるが放映当初は特別なエネルギーなどの設定のない鍵としての腕輪としか語られておらず、アマゾン自身も人間と同じ熱エネルギーで活動していることになっていた。この腕輪を奪われるとアマゾンの命は失われる。
作中では「“腕輪に圧力を受けると手足のひれや背びれが激しく振動しどんなものも突き破る”力で地下1,000メートルでの生き埋め状態から脱出」「フクロウ獣人の攻撃による失明状態から腕輪に意識を集中させることで回復」などの特殊能力もいくつか披露している。
ガガの腕輪
十面鬼の右腕に装着されていた腕輪。『ガガ』は右を意味する。

コンドラー
アマゾンが変身前から装備している万能ベルト。他の仮面ライダーのベルトとは違って変身用のアイテムではなく、必要に応じて古代インカ人が使用していた万能ロープやノコギリに変形できるほかに薬草を調合する際の薬研としても使用されるなど、彼にとってはサバイバルのための七つ道具であった。なお、ベルトの2つの赤い石は「火打ち石」として使える。刺突武器としては針状に変形させて黒ネコ獣人の片目を潰した。アマゾンライダー時ではロープの使用頻度が高く初期においてはロープ反動による連続キックなどに使用され、後半からは「コンドラー!!」と呼称しながら、主に逃走を図る獣人や黒ジューシャの捕縛、移動用の縄や危険回避などで使用していた。
劇中での設定は上記の通りだが、放送当時のおもちゃのCMでは「変身ベルト」として紹介されており、ベルトのノコギリが回転しながら二つの赤い石が光るギミックがつけられており、「ガリガリガリ」という超エネルギーの振動音という設定が追加された。そしておもちゃのベルトは、ギギの腕輪とセットで販売されていた。

### 技
大切断
もっとも多用されたアマゾンの必殺技。ひれカッターやフットカッターを使用し、相手をほぼ一刀両断に切り裂く。繰り出す前には背びれが動く。バリエーションとしては、初期での獣人と組み合ってそのまま切り裂くタイプ、後期で見られたジャンプ後の落下速度を利用して切り裂くタイプなどがあるほか、回し蹴りを利用した大切断もある。初めのころは技名呼称が一切なかったが、アマゾンが日本語を話せるようになったと同時に技名の呼称も行うようになった。初期では獣人の返り血（体液）を浴びる場面が頻繁に描かれていたが、次第にダイナミックな描写へと変更されていった。
『日曜もアメトーーク!』2017年11月26日放送分の「仮面ライダー大好き芸人」第3弾では、応用技として仮面ライダービルドとの連携技も披露。ビルド（ラビットタンクフォーム）がグラフの滑走路を構築してキックを決めた後、アマゾンも滑走路に乗って大切断を決める予定だったが失敗する。
スーパー大切断
ギギとガガの腕輪から生まれた超パワーによるアマゾンライダー最大の必殺技。第24話で真のゼロ大帝を葬った。
『仮面ライダーSPIRITS』では、ジャンプ後にジャングラーから撃ち出したガガの腕輪をギギの腕輪と合体させることで発動し、巨大怪獣と化していたトカゲロイドを葬った。
ダブル大切断
他の客演ライダーの切断技とアマゾンの大切断の合体技。
『仮面ライダーフォーゼ』のビデオ作品では、フォーゼのシザースモジュールとともに発動。『仮面ライダーSPIRITS』では、仮面ライダーZXの電磁ナイフとともに発動。

ジャガーショック
いわゆる「噛みつき」技。技名の呼称はされない。第1話のクモ獣人戦では、足を1本引きちぎるほどの威力を見せた。後半ではアマゾンライダーの戦法が他のライダーと同様、格闘スタイルへと変更したこともあり余り強調されなくなるが、『仮面ライダーストロンガー』での客演時には大首領戦で久々に使用した。『ディケイド』以降の客演時には、声を担当した関のアドリブで技名の呼称が追加された。

モンキーアタック
爪による「引っ掻き」技。これも呼称なし。獣人と組み合った時に使用するケースが多い。こちらも後半ではあまり見られなくなる。『ディケイド』以降の客演時には、声を担当した関のアドリブで技名の呼称が追加された

コンドルジャンプ
ジャンプして敵に体当たりを行う。

アマゾンキック
モモンガー獣人戦でとどめとして使われた。コンドルジャンプからキックを放つ。「この時、唯一技名の呼称もしている」因みにゲドン編の獣人カタツムリ戦では、それらしき技を放つ描写が見られた。また、イソギンチャク獣人にもジャンプしてからキックと見せて獣人の腹部を踏みつけ、とどめを刺している。
『オールライダー対大ショッカー』での客演時には、対ディケイド戦で使用した。

スピンキック
ガマ獣人対策で生まれた新技。使用もこの回だけである。コマがぶつかり合う様子を見て編み出した。空中で高速回転した後に放つキック。ガマ獣人の巨大ガマをはじき返した。

### 専用マシン
ジャングラー
古代インカ帝国に伝わる秘宝「太陽の石」を動力源としたアマゾン専用のバイク。このため、燃料補充は不要で永久に走行可能。高坂博士が日本へと持ち帰ったバゴーによる設計図をもとに、立花藤兵衛が製作した。アマゾンは当初バイクという存在を嫌っていたが、野生の勘で乗りこなすようになる。
フロントカウルの口を開いて銛を発射し、後部ウイングを倒して滑空飛行できる。他のライダーマシン同様、アマゾンの脳波による無人走行や遠隔操作が可能で、垂直壁や水中を走破可能。
制作関連
当初はフロントフォーク部分に下あごを付け、アマゾンライダーの顔そのものを再現したカウルが考えられていた。
撮影用のベースマシンは明確になっておらず、書籍『仮面ライダー画報』ではスズキのモトクロッサーTM250が有力としている。当初取り付けられた尾翼には骨組みの間すべてに白い膜が張られていたが、あまりに空気抵抗が強くて操縦に支障が出たため、撮影開始後には大きく穴が開けられた。また翼が落ちることも多かった。資料によってはアクションには不向きであったと記述されているが、バイクスタントの熊沢敏明は、車体は見た目より軽量に作られており、それほど苦労はしなかったと語っている。
企画書での名称はミラクルジャガーであった。
アマゾンの野性的なイメージが視聴者に受け入れられたことから、番組中盤以降は出番が減っていった。
『仮面ライダー (スカイライダー)』で新造されたが、オリジナルより小ぶりになっている。

### 他作品への登場
『仮面ライダーストロンガー』
第36話、第39話に登場。
『仮面ライダーアマゾン』最終回（第24話）でアマゾンに帰還後、新たに出現したブラックサタンの南米支部を撃破。間を置かずに姿を見せたデルザー軍団の磁石団長が日本に向かったため、これを追って第36話で帰国。三重県四日市の石油コンビナートでXライダーを援護し、ヨロイ騎士らの破壊活動をXライダーとともに阻止した。映像作品における先輩ライダーとの共闘はこれが最初である。
第39話ではXライダーとともに、捕らわれていたV3やライダーマンを地下牢から救出。ストロンガーや1号・2号と合流し、デルザーとの最終決戦に臨む。
テレビスペシャル『全員集合!7人の仮面ライダー!!』
『仮面ライダーストロンガー』のテレビスペシャル。
山本大介役の岡崎徹がのちに芸能界を引退したため、素顔での客演は『ストロンガー』とこの作品のみである。

『仮面ライダー (スカイライダー)』
第27・28話、第54話に登場。第27・28話での声優は朝戸鉄也。
第27・28話では7人ライダー揃って日本に帰国し、他のメンバーとともにスカイライダーに特訓を行う。
第30話では当初、単独客演が予定されており、その名残としてオオバクロンの資料を筑波洋（スカイライダー）に送ったという設定で名前のみ登場。第54話ではペルーから帰国。
映画『仮面ライダー 8人ライダーVS銀河王』
『スカイライダー』の映画作品。
声優は林一夫。他のメンバーに先駆け、ストロンガーとともにスカイライダーの応援に駆けつけた。

映画『仮面ライダースーパー1』
声優は永江智明。ドグマ復讐兵団に囲まれたスーパー1を助けるため登場。

『10号誕生!仮面ライダー全員集合!!』
『仮面ライダーZX』のテレビスペシャル。声優は林一夫。
『仮面ライダーBLACK RX』
声優は岸野一彦。クライシス帝国の地球侵略を阻止するために登場。敵基地潜入の時は他のライダーを誘導した。ジャークミドラに佐原茂とひとみが襲われた時は最初に駆け付けた。
『仮面ライダーディケイド』
山本ダイスケ（演 - エンリケ）という人物が仮面ライダーアマゾンに変身する。「アマゾンの世界」という十面鬼ユム・キミルが支配する世界で登場。そのため、本作品とは設定の相違点も散見される（ギギの腕輪を外してもアマゾンは死ぬことが無い、ガガの腕輪の形状など）一方、この世界のアマゾンにも、マサヒコと呼ばれる友人ができる。昭和ライダーで唯一、ディケイドの「ファイナルアタックライド」と連携を行った。
『劇場版 仮面ライダーディケイド オールライダー対大ショッカー』
響鬼に変身したディケイドと戦い、「ディメンションキック」に敗れる。終盤では大ショッカーに苦戦するディケイドを助けるために登場し、ギギの腕輪をディエンドに奪われていた状態であったが、戦いが終結した後には返してもらった。
- 同作品の撮影時に、女性スタッフの間ではアマゾンが一番人気だったことに白倉伸一郎が注目し、『ディケイド』のテレビシリーズでアマゾンの世界編が制作されることとなった。

ネット版『仮面ライダーディケイド オールライダー超スピンオフ』
細山田マサユキ（演 - 奥田達士）という人物が変身する。
ネット版『仮面ライダーディケイド オールライダー対しにがみ博士』
作中に登場。十面鬼も登場するが、直接的な対決シーンは無い。

『オーズ・電王・オールライダー レッツゴー仮面ライダー』
ショッカーに苦戦する1号・2号、電王とNEW電王、オーズを助けるため、他のライダーとともに登場。
『仮面ライダー×仮面ライダー フォーゼ&オーズ MOVIE大戦MEGA MAX』
声優は戸部公爾。レジェンドセブンの1人として登場。『幕開け』ではXライダーと共に南アメリカC国で財団Xが送り出したマスカレイド・ドーパントの軍団と戦い、『風都 暗躍する陰謀』ではコアメダルにされるも、『MOVIE大戦MEGA MAX』ではオーズの手により復活、スミロドン・ドーパントと戦った。
オリジナルビデオ『仮面ライダーフォーゼ 超バトルDVD 友情のロケットドリルステイツ』
小学館の幼児向け雑誌「てれびくん」の応募者全員サービスとして制作された、『仮面ライダーフォーゼ』の超バトルDVD（オリジナルDVD）。仮面ライダーアマゾンと獣人が登場。獣人は、写真と過去の映像のみ。
声優は戸部公爾。『仮面ライダー×仮面ライダー フォーゼ&オーズ MOVIE大戦MEGA MAX』で「友達」と言ったフォーゼを気に入ったことが明かされ、クリアドリルスイッチをフォーゼに渡すため、日本に行こうとするがサドンダスβに妨害される。サドンダスβはアマゾンを倒したと語っていたが、実は倒されておらず、サドンダスを追い日本に上陸。フォーゼとともにサドンダスを倒す。

『仮面ライダー×仮面ライダー ウィザード&フォーゼ MOVIE大戦アルティメイタム』
宇宙仮面ライダー部の部室にて仮面ライダーアマゾンが名前のみ登場。
スーパーヒーロー大戦シリーズ
『仮面ライダー×スーパー戦隊 スーパーヒーロー大戦』
冒頭でゴーカイレッドと戦い、ゴーカイレッドが豪快チェンジしたニンジャレッドに敗れV3、ライダーマン、アマゾン、ストロンガー共々他のライダー共々時空の狭間に消されたが終盤で他のライダー、スーパー戦隊と共に復活し大ショッカー、大ザンギャックと戦った。
『仮面ライダー×スーパー戦隊×宇宙刑事 スーパーヒーロー大戦Z』
仮面ライダーシリーズとスーパー戦隊シリーズと宇宙刑事シリーズの映画作品。仮面ライダーアマゾンが登場。
中盤でスペースショッカーのスペース蜘蛛男が率いる怪人&戦闘員集団に苦戦する仮面ライダービーストを救うべく、響鬼、超獣戦隊ライブマンのレッドファルコンとイエローライオンとブルードルフィン、星獣戦隊ギンガマン、獣拳戦隊ゲキレンジャーのゲキレッド、ゲキブルー、ゲキイエローと共に参戦する。
『平成ライダー対昭和ライダー 仮面ライダー大戦 feat.スーパー戦隊』
仮面ライダースーパー1とともに仮面ライダーバロン マンゴーアームズを倒すが、「ビッグ」の魔法で巨大化した仮面ライダーウィザード（フレイムスタイル）に握り潰され、ロックシードに変えられる。終盤で復活し、地下帝国バダンと戦った。
『スーパーヒーロー大戦GP 仮面ライダー3号』
変わってしまった歴史でショッカーに敗北し、ショッカーライダーとなっていたが、最終決戦にて1号と2号が復活したことで洗脳が解け、再びショッカーに立ち向かった。

## ゲドン
十面鬼ゴルゴス率いる秘密結社。アマゾンが所持する「ギギの腕輪」を狙って、南米から日本にやってきた。ゲドンとは古代インカの言語で「偉大な闇の帝国」を意味する。
シンボルマークは「カラス」を模しているが、獣人には着用させていないため、劇中で登場することは少なかった。
動物や昆虫を強化して人間並みの知能を持たせた獣人（例外あり、後述）、戦闘員である赤ジューシャ（従者）を操り、アマゾンの持つギギの腕輪を狙う。従来の組織に比べて首領〜大幹部〜怪人〜戦闘員のヒエラルキーが明確でなく、十面鬼が絶対的な存在である以外は、獣人とジューシャは対等であるように描写されている。
数々の獣人を率いてアマゾンに挑むも、獣人たちはことごとく倒されていき、獣人ヘビトンボの裏切りとアマゾンの活躍によって十面鬼ゴルゴスが倒され、ゲドンは壊滅する。しかし、その裏でゲドンを遥かに凌ぐ組織が密かに動き出していた。
十面鬼ゴルゴス
ゲドンの首領。「ギギの腕輪」と対となる「ガガの腕輪」を所持する。

### ゲドンの獣人
ゲドンの作戦を行なう怪人たち。一部を除き、改造した動物や昆虫に人間の脳を移植し、人間大化させたものである。従来の怪人よりも動物のフォルムを忠実に受け継いでおり、パワーも高い。
獣人はトゲアリ獣人のように改造手術によって生まれる個体と、十面鬼の呪文で誕生する個体が存在する。
従来の怪人のようなベルトは巻いていない。人間社会については、作戦遂行に必要な最低限の事柄のみを学習、または刷り込まれて誕生するらしい。また、洗脳処置を施していないため、モグラ獣人や獣人ヘビトンボのように組織を裏切る者もいた。
クモ獣人
第1話に登場。クモの獣人。6本の腕を持ち、毒が含まれた糸を腕から出す能力と再生能力、口から毒液を出す能力を持つ。高坂教授を殺害した。アマゾンの大切断により敗走するが、それをゴルゴスに咎められ、ゴルゴスの火炎で焼かれて処刑される。
- エンディング映像にもシルエットで登場している。
- 第1話にクモの怪人が登場するのは『仮面ライダー』の蜘蛛男を踏襲したものである。
- 脚本での表記は蜘蛛獣人であった。

漫画『仮面ライダーSPIRITS』
バダンによって他の獣人とともに復活する。アマゾンからガガの腕輪を奪還するが、再びゴルゴスの火炎に焼かれて死亡する。
ゲーム『特撮冒険活劇 スーパーヒーロー烈伝』
ゲームでもゲドンの最初の獣人として登場。

獣人吸血コウモリ
第2話に登場。コウモリ（吸血コウモリ）の獣人。飛行能力とビールスを持つ牙や爪を武器とする。アマゾンの攻撃を受けたため、正子をビールスに感染させ、アジトへと逃げ帰るが、ゴルゴスから処刑を宣告される。アジトで血を吸い、アマゾンと戦うが再び敗走したため、小型吸血コウモリに血を吸われ処刑される。
- 第2話にコウモリの怪人が登場するのは『仮面ライダー』の蝙蝠男を踏襲したものである。
- 脚本での表記は吸血蝙蝠であった。

漫画『仮面ライダーSPIRITS』
アマゾンから奪ったガガの腕輪を空を飛んでゴルゴスに渡すが、アマゾンライダーとともにゴルゴスの火炎に焼かれて死亡する。

カマキリ獣人
第3話に登場。カマキリの獣人。十面岩の口から発せられた白い泡から生まれた。両手の鎌と麻痺泡が武器。アマゾンをおびき出すため、モトクロスの参加者や釣り人を襲撃。大切断を受けても立ち上がったが、最後は自分の放った麻痺泡に包まれ消滅した。

獣人大ムカデ
第4話に登場。ムカデの獣人。巨大なムカデへの変身能力や鋭い牙と両手のハサミが武器。高坂と共にゲドンの秘密を知った山村教授の殺害が使命で、赤ジューシャによって山村の殺害には成功するが、それによってアマゾンの怒りを買い、大切断によって全身を切り刻まれ、血まみれとなり死亡した。
『10号誕生!仮面ライダー全員集合!!』
バダンのコピー怪人として登場。
- スーツはアトラクション用のもので、偶然残っていたため登場することとなった。

モグラ獣人
#モグラ獣人を参照。

獣人ヤマアラシ
第6話に登場。ヤマアラシの獣人。体を丸めて全面棘状にすることができる。ギギの腕輪の入手が使命で、超エネルギーの秘密が記されたキープを盗もうとするが、大切断を受け、青い泡状の血を流し、死亡した。

ヘビ獣人
第7話に登場。ヘビの獣人。ゲドンの獣人随一の狡猾さを持つ。生物学者の有馬博士を利用してアマゾンを捕らえようとした。人間を生きたまま呑みこみ、吐き出してヘビ人間へと変え傀儡とする。刃となっている鱗が武器。また長大な尾を伸ばして攻撃することもできるがアマゾンには通用せず、大切断によって上あごを切り裂かれ死亡した。

ワニ獣人
第8話に登場。ワニの獣人。全身が鋼鉄よりも硬い鱗で覆われている。子供たちを誘拐し燻製の保存食にしようとしていた。アマゾンを逃がしたためゴルゴスから死刑宣告を受け、アマゾンと戦うが、大切断によって川に転落して死亡する。
パチンコ『仮面ライダーフルスロットル』
闇のアマゾンに変身する素体として登場。
ゲーム『特撮冒険活劇 スーパーヒーロー烈伝』
ゲームにおけるゲドン最後の獣人として十面鬼とともに登場。

カニ獣人
第9話に登場。カニの獣人。巨大な両腕の鋏と毒を持つ標的を固める白い泡を武器とするほか、人喰い蟹を操る。十面鬼の食糧として若い女性を攫うのが使命。さらに本拠地である人喰い蟹の島にアマゾンを誘い込むも、大切断によって体を切り裂かれて死亡する。
- スーツは『仮面ライダーストロンガー』でカニ奇械人に流用・改造された。

黒ネコ獣人
第10話に登場。ネコの獣人。アマゾンにも劣らぬ敏捷性と毒爪を武器とし、爪の毒でアマゾンを重態に追い込んだ。薬で回復したアマゾンに片目を潰され復讐しようとするも、首をはねられ死亡した。
漫画『仮面ライダーSPIRITS』
アマゾンからガガの腕輪を奪うのに貢献するが、アマゾンライダーとともにゴルゴスの火炎に焼かれて死亡する。

獣人カタツムリ
第11話に登場。カタツムリの獣人。金色のカタツムリに変身する能力を持ち、まさひこの元に忍び込んだ。麻痺泡を口から吐く。また、堅固な殻による突撃を得意とする。最期は、沼へと投げ飛ばされて死亡する。

トゲアリ獣人
第12話に登場。トゲアリの獣人。強盗殺人犯の村田源次を改造した改造人間であり、ゲドン最強の獣人。口から爆発性の蟻酸を出すことが可能で、全身の手裏剣にもなるトゲが武器。ゲドンのアジトに乗り込んだアマゾンと戦うも崖から放り投げられ、大切断によって首をはねられ死亡する。
漫画『仮面ライダーSPIRITS』
阿蘇山を噴火させようとする再生モグラ獣人を手伝い、アマゾンを攻撃するがアマゾンライダーとともにゴルゴスの火炎に焼かれて死亡する。

獣人ヘビトンボ
第13話・第14話に登場。ヘビトンボの獣人。幼虫から蛹を経て成虫へと変態する能力を持つ。
幼虫
両手の鎌と鋭い口吻が武器。赤ジューシャをアマゾンたちのもとへ潜入させるが、作戦は失敗し、自身も両腕を斬り落とされ、蛹に身を包む。
成虫
両手のハサミと口から吐く溶解液が武器。蛹の間に黒ジューシャにガランダー帝国のアジトに運ばれ成虫に変わる。ガランダー帝国の幹部の座を条件に、ゲドン（十面鬼ゴルゴス）を裏切り、アマゾンと手を組み、十面鬼を倒すが、その後アマゾンも裏切り返り討ちにあい大切断で倒される。

#### 派生作品のゲドンの獣人
ピラニア獣人
すがやみつる版『仮面ライダーアマゾン』に登場。アマゾネスのリーダーが変身。他のアマゾネスを率いてアマゾンを襲う。技は「ピラニア血しぶき」。
獣人カメ男
すがやみつる版『仮面ライダーアマゾン』に登場。巨大な甲羅で相手を挟み込もうとする。
トゲアカアリ獣人
すがやみつる版『仮面ライダーアマゾン』に登場。
巨大モグラ獣人
『仮面ライダーSPIRITS』に登場。ニードルの針により巨大化した姿。

### ゲドンのその他の戦力
赤ジューシャ
ゲドンの戦闘員。全員が女性。仮面を付け、腕から多数の白い糸を垂らした赤い服を着ている。武器は細身の剣で、オートバイの腕も一流。瞬間移動能力を持つ。戦闘よりも諜報活動を得意としており、アマゾンと直接戦うことは少なかった。
獣人よりもジューシャのほうがゲドンでの地位も上であることも多く、獣人を監視・補佐するのも主要な任務である。なお、劇中での呼び名は一貫して「ジューシャ」であり、「赤ジューシャ」はガランダーの黒ジューシャと区別した後付けである。
科学者
第11話に数名登場。白衣姿で赤ジューシャと同じ仮面を付けている。全員が男性。凶悪犯・村田源次に改造手術を施し、トゲアリ獣人を誕生させた。

## ガランダー帝国
ゲドン壊滅末期から暗躍していた謎の組織。全能の支配者に忠誠を誓うゼロ大帝が、「獣人」と戦闘員である黒ジューシャを率いている。斬り落とされた十面鬼の右腕を回収してガガの腕輪を手に入れるが、ギギの腕輪に固執していたゲドンの方針を否定し、日本征服を第一の目的として東京を中心とした近代科学を利用した破壊作戦を行なう。
- 企画初期の設定メモでは、東ヨーロッパのポーランド付近に存在すると記述している[72]。

### 幹部
ゼロ大帝
パルチア王朝の末裔を名乗るガランダー帝国の表向きの支配者。実は真のゼロ大帝である“全能の支配者”の影武者であった。第14話から登場。
炎を模した飾りを付けた兜を被り、全身を鋼鉄の鎧で包んでいる。 青い雷と呼ばれる長い槍からは、10万ボルトの火花状の高電圧ビームを放つ。
冷酷で残忍な性格であり、作戦を立案した部下たちを「研究不足」「面白くない」「ゲドンが立てた作戦と同じ」なことを理由に問答無用で処刑したりもしている。また、失態を犯した者に対しても容赦せず処刑することが多い。その反面、十面鬼よりは部下からの信頼はあるようで、管理能力も高く、裏切り者は1人も出なかった。
ヘリウム爆弾を東京で爆発させる計画を阻止すべくアジトへと侵入したアマゾンを、ギギの腕輪と同調して変身エネルギーを消滅させるビームを槍の穂先から発して無力化し捕えるが、ガガの腕輪を得て反撃に転じたアマゾンに右腕を切断され、逃走を図るも自ら落とし穴へと落ちてしまい、串刺しとなって死亡する。
- 企画初期の設定メモでは、ゼロ大帝とはガランダー帝国の領主であるゼロ家の三種の神器「火の翼のかぶと」「血のマント」「青い雷（槍）」を受け継いだ者の称号であるとし、現在のゼロ大帝は1938年生まれの37歳と設定されていた。
- デザインはインカ帝国を滅ぼしたスペイン人のイメージから中世ヨーロッパの騎士風となっている。

全能の支配者（支配者）
第16話から登場。姿を見せずに影武者に対して指令を与えていた、ガランダー帝国の真の支配者。影武者のゼロ大帝に「我がすべてを捧げる全能の支配者」と言わしめるほどの存在であった。
アマゾンによって影武者のゼロ大帝が倒されると、銀の三角頭巾と白いマントに身を包んだ姿を現した。その正体は真のゼロ大帝（劇中での名称は「全能の支配者」もしくは「ゼロ大帝」）である。顔や服装など姿はゼロ大帝とまったく同じであり、声のみが違う。本人はゲドンとガランダー帝国のみならず、全ての悪の団体の支配者だと語っていた。
アマゾンとの戦いでは、両腕を切断されたうえにスーパー大切断で首をはねられ斃れると、その体が大爆発を起こしてアジトもろとも吹き飛んだ。
ゼロ大帝の登場作品
石森章太郎版『仮面ライダーアマゾン』
第4回と第5回（最終話）に登場。「ゴルゴスのやり口が手ぬるいので自ら出向いてきた」と語っているが、十面鬼との関係ははっきり描かれておらず不詳。ガランダー帝国も名称こそ出てくるが、ゼロ大帝しか登場しないため実態は不明である。

すがやみつる版『仮面ライダーアマゾン』
ガランダー帝国の日本支部に派遣されたという設定となっている。
『宇宙の11 仮面ライダー銀河大戦』
マーダー帝国に再生される。カニレーザーと悪魔元帥と共にマーダーマシン01でライダーを迎え撃つ。
『仮面ライダーSPIRITS』
ゼロ大帝と真のゼロ大帝が同時に登場。
アマゾン化したゼロ大帝
『仮面ライダーSPIRITS』に登場。ギギの腕輪を持つ仮面ライダーアマゾンの左腕と一体化した姿。

『仮面ライダーSD 出撃!!ライダーマシン』
EPISODE4「FIRE TORNADE」に登場。コンビナートの爆破を企む。可変マシンでV3とレース戦を繰り広げる。
ゲーム『特撮冒険活劇 スーパーヒーロー烈伝』
ゼロ大帝と真のゼロ大帝が同ステージ内に登場。

### ガランダー帝国の獣人
ゲドンの獣人を参考にして製造された獣人たち。パルチア王朝の技術で改良が加えられているため、知能と能力はゲドンの獣人を上回っている。ゲンゴロウ獣人のように人間に化ける獣人もいた。
獣人ヘビトンボ
成虫となった際、ゲドンを裏切り、ガランダー帝国に加担。
#ゲドンの獣人を参照。

ハチ獣人
第15話に登場。ハチの獣人。蜂の巣で子供たちをハチの子と呼ばれる戦闘員へ育成し、ハチの子学校の運営が使命。口からの毒針と臀部の巨大な針と両手の針が武器。大切断を受け、頭部から黄色い血を噴射し、死亡。
『仮面ライダーSPIRITS』
ゲドンの阿蘇山噴火の作戦に加担する。

ゲンゴロウ獣人
第16話に登場。ゲンゴロウの獣人。瞬間移動能力や両手の鉤爪、発火する小型ゲンゴロウを武器とする。
小型ゲンゴロウを使い、東京火の海作戦を行う。若い女性の血がエネルギーで、小型ゲンゴロウを「ゲンゴローブローチ」としてりつ子に売り、生き血を吸ってエネルギーとしていた。石油コンビナートでの戦闘で大切断を受け、倒される。そして、倒される直前に逃がしていた小型ゲンゴロウもゼロ大帝によって処刑される。
『仮面ライダーSPIRITS』
SPIRITS第10分隊と交戦する。

ガマ獣人
第17話に登場。ガマガエルの獣人。頭が大きなガマガエルであるように見えるが、実はこれは被り物であり、その下に本物の頭がある。巨大ガマの触角から白骨化ガスを放ち、伸縮自在の舌を伸ばす他、巨大ガマそのものを独楽のように回転させながら敵に投げつける攻撃も使う。
三原山のマグマを地下トンネルを通して富士山の地下へ流し込むことで富士山を噴火させ、更に富士山地下のマグマを地下トンネルで東京地下へ流し込むことで東京の地面を灼熱化させ人々を焼死させる「東京フライパン作戦」を計画する。そのために人々を拉致しては地下トンネルの掘削を強制させていた。投げた巨大ガマをアマゾンライダーのスピンキックで蹴り返され、怯んだ隙に大切断によって体を四つに切り裂かれ爆死した。
すがやみつる版『仮面ライダーアマゾン』
現代の忍者がガランダー帝国にとらえられ改造された姿という設定になっている。言葉が話せなくなった息子のためにガランダー帝国に協力する。改造前からハンミョウ獣人に対抗するほどの腕を持っていた。

ハンミョウ獣人
第18話に登場。ハンミョウの獣人。なぜか外国人のような話し方をする。脱着可能の大顎と両手の鉤爪が武器。ゼロ装置を使用して人工地震を起こすことを使命とする。アマゾンによってゼロ装置を破壊され、大切断によって眉間と胴体を切断され死亡。
すがやみつる版『仮面ライダーアマゾン』
現代の忍者で殺し屋ガマ三の腕試しのために襲い掛かる。
『仮面ライダーSPIRITS』
ゲンゴロウ獣人とともにアマゾンと交戦。大切断で2体纏めてバラバラにされるも、ニードル（ヤマアラシロイド）の鍼によってバラバラのまま蘇生・経戦する。

フクロウ獣人
第19話に登場。フクロウの獣人。羽毛を使い視力を奪う能力を持つ。また、腕を切り離すことで武器として使用することもでき、こちらにも失明効果がある。
「地下鉄大洪水作戦｣の遂行が使命。フクロウの術と呼ばれる催眠暗示で子供たちを操り、ガランダー少年部隊を結成した。アマゾンを失明状態にするが、ギギの腕輪によって視力を取り戻され、大切断によって首を刎ねられ死亡する。

キノコ獣人
第20話に登場。キノコの獣人。体内に人喰いカビを持ち、人喰いカビを含む胞子を口から出すことができ、全身にある胞子を噴出する爆発性のキノコを投げることもできる。
東京の人間を人喰いカビによって全滅させる「東京全滅カビ作戦」の実行が使命。人喰いカビによってモグラ獣人を殺害するが、モグラ獣人に付いていたカビから作った解毒剤によって耐性を得たアマゾンライダーの大切断によって頭部を割られ、死亡する。
『仮面ライダーSPIRITS』
SPIRITS第10分隊に襲い掛かるも、アマゾンライダーの大切断と仮面ライダーZXの電磁ナイフで細切れにされる。
イソギンチャク獣人
第21話に登場。イソギンチャクの獣人。高い再生能力と小型のイソギンチャクに変形しての飛行能力を持つ。行動時に波音にも似た音を立てる。
全身の触手を人間に突き刺して血液を注入し、人喰い人間に変えていく「人喰い人間作戦」を行う。アマゾンライダーを凍らせてから食い殺そうとしたが、復活したアマゾンによって両腕を切断された後、アマゾンキックを受け死亡する。
『仮面ライダーSPIRITS』
SPIRITS第10分隊と交戦するが、アルベールに体を撃ち抜かれ、ヒューリィの居合で切り刻まれる。

モモンガー獣人
第22話に登場。モモンガの獣人。体から発する白色の殺人ガスにより、人間を白骨化させる。飛膜には爆弾があり、空爆が可能。体は猟銃で撃たれても傷つかない。
インカリヤのテストを行い、村を一つ壊滅させる。インカリヤを使った東京大殺人作戦を実行しようとするが、インカリヤを収めたインカ人形は手違いで南伸夫の持つ土産の人形とすり替わっていたため、その奪還も行うこととなる。アマゾンキックを受け、爆死する。

サンショウウオ獣人
第23話に登場。サンショウウオの獣人。高い再生能力と皮膚を硬化させる毒を武器とする。さらにアマゾンやアマゾンライダーに変身する能力を持つが、ギギの腕輪をつけていない。水爆の数十倍の威力のヘリウム爆弾を使用して日本を3分の1の焦土と化すのが使命。大切断を受けた後に撤退し、処刑覚悟でゼロ大帝にアマゾンがアジトに向かっていることを報告。「仇は取る」と約束された後、青い雷の電撃で処刑され消滅。
にせアマゾンライダー
サンショウウオ獣人がアマゾンライダーの姿に擬態したもの。左腕にはギギの腕輪をつけていない。

### ガランダー帝国のその他の戦力
黒ジューシャ
ガランダー帝国の戦闘員で、人間の5倍の力を持つ。ゲドンの赤ジューシャ同様に腕から多数の白い糸を垂らしており、それを触手のように操って敵を締め上げる技を使うが、服は黒く全員男性である。科学者タイプも多数いたが、獣人とともにアマゾンと戦った点においても赤ジューシャと異なっている。リーダー格の黒ジューシャは、覆面の額部分に星のマークが付いている。
ゲーム『特撮冒険活劇 スーパーヒーロー烈伝』
主役回が作られ、十面鬼やゼロ大帝と戦うイベントがある。

ハチの子
第15話に登場。ハチ獣人が蜂の巣で洗脳した子供たち。ハチの子学校にて英才教育を受けている。

人喰いカビ
第20話に登場。キノコ獣人の体内の緑色のカビ。付着した人間を跡形も無く溶かし、やがてカビ自体も消滅する。ウイルスに弱く、風邪を引いた赤ん坊には効果が無かった。主にキノコ獣人の体内で生成されるが、アジトのキノコからも採取される。

人喰い人間
第21話に登場。イソギンチャク獣人に獣人の血液を入れられた人間。胸にイソギンチャク獣人同様の触手が生えており、他人を襲っては人喰い人間に変えていく。アマゾン曰く「魚臭い」とのこと。
イソギンチャク獣人の死によって元の人間に戻った。
インカリヤ
第22話に登場。古代インカ帝国がスペイン軍に追い詰められ開発した毒ガス。通常は赤い粉末状だが、外気に触れることで赤い煙を噴出しながら青酸ガスへと変化する。インカ人形にカプセルを仕込ませて日本に送り込まれるが、アマゾンによって地中に埋められる。

## キャスト
主人公・アマゾン役の岡崎徹は、オーディションではなく渡邊亮徳の意向で選ばれた。岡崎は撮影を前にしてのオートバイ訓練で「今までのライダー俳優の中でも抜群」と評されるほど運動に長けていたが、初秋から冬にかけて半裸で過ごさなければならない過酷な撮影については「あまりに寒くて、全身の体毛が伸びるのが異様に早くなった」と述解している。また、後述の松田には助けられ、とにかくかわいい子という印象の彼の方が役者として一枚も二枚も上手だったことを、後年のBD-BOX発売時のインタビューで語っている。
まさひこ役の松田洋治は、すでに天才子役と評されて活躍中だった撮影当時、小学1年生で俳優として仕事中という気持ちと、一視聴者としてほかの子供たちより先に内容などを知る優越感の間を、行ったり来たりしていたという。
平山亨は、半裸なのは「3、4話くらいまで」として途中からスーツを着せるという約束を岡崎としていたが、毎日放送映画部部長・庄野至が「そのまんまいきましょう」と半裸を推したことから続行となり、岡崎は後の『仮面ライダーストロンガー』打ち上げ時に「私は平山プロデューサーにダマされました」と皮肉った。もっとも岡崎としては冗談のつもりで言ったので、30年ほど経った後に再会した平山から約束の不履行を謝られたときは、その心遣いに感動したと述べている。

### レギュラー
- アマゾン / 仮面ライダーアマゾン - 岡崎徹
- 立花藤兵衛 - 小林昭二（第3 - 24話）
- まさひこ - 松田洋治
- りつ子[C 2] - 松岡まりこ
- ゼロ大帝 - 中田博久（第14 - 24話）

### 声の出演
- モグラ獣人 - 槐柳二[C 10]（第5 - 20話）
- 十面鬼ゴルゴス - 沢りつお（第1 - 14話）
- 全能の支配者 - 阪脩（第16 - 19、22 - 24話[注釈 18]）
- ナレーター - 納谷悟朗[注釈 19]

### 主なゲスト出演者
※参考文献：『仮面ライダー大図鑑(4)』、『仮面ライダーX・アマゾン・ストロンガー大全』
()内の数字は出演話数。
- 長老バゴー[注釈 20] - 明石潮  (1)
- 高坂太郎教授[注釈 20] - 北原義郎  (1)
- 松山助手[注釈 20] - 北条清  (1)
- 正子[注釈 20] - 荒牧啓子  (2)
- 山村創造 - 二瓶秀雄  (4)
- 大島 - 平松慎吾  (5)
- 外村研究員 - 萩原信二  (6)
- 有馬精一郎 - 高城淳一  (7)
- 井崎助手 - 瀬戸山功  (7)
- 有馬ひろみ - 杉野公子 (7)
- シゲヤ - 早川勝也  (8)
- フサ代 - 古屋エリ  (9)
- 早苗 - 大井小夜子  (10)
- チサコ - 伊藤つかさ  (11)
- テツオ - 藤本正則  (11)
- 名古屋美里 - 戸島一実  (13)
- ユミ - 林野奈子 (14)
- ヨッタン - 八幡洋之 (15)
- 友田 - 竹田将二  (17)
- 友田フジオ - 大沢総一郎  (17)
- 高田 - 綾川香  (18)
- 高田ミサコ - 天野美保子  (18)
- 井上先生 - 田川恒夫 (19)
- リサ - 下野照美  (20)
- 井口 - 浅香春彦  (21)
- 南伸夫 - 柿沼真二  (22)

### スーツアクター
アマゾンのスーツアクターは、のちにスーパー戦隊シリーズで長年にわたってレッド戦士として活躍する新堀和男が初の主役ヒーローを務めている。その後、路線変更により中屋敷鉄也と中村文弥に交代した。
- 仮面ライダーアマゾン[出典 5] - 新堀和男
- 仮面ライダーアマゾン[出典 6]、人面岩[出典 7]、獣人[115][注釈 21]、黒ジューシャ[83] - 中村文弥
- 仮面ライダーアマゾン[出典 8]、人面岩[出典 9]、獣人[115] - 中屋敷鉄也
- 仮面ライダーアマゾン[112] - 中村裕
- 仮面ライダーアマゾン（トランポリン）[117][112] - 佐藤巧
- 仮面ライダーアマゾン（トランポリン）[112] - 湯川泰男
- 仮面ライダーアマゾン（バイクスタント）[118] - 荻前広信
- 仮面ライダーアマゾン[119]、十面鬼[25]、獣人[112]、人面岩[120][25] - 河原崎洋夫
- 獣人[115][注釈 22]、人面岩[122] - 岡田勝
- モグラ獣人 - 小沢章治[123]
- 人面岩[120][25] - 山田茂
- 女ジューシャ[112] - 三田恵子、平田晃代[122]、高橋和恵[122]、高木美弥子[122]、宍戸真由美[122]

## スタッフ
本作品のメインスタッフは、1974年9月17日に放送終了した『イナズマンF』制作メンバーがほぼそのまま移行してきている。とりわけ主監督の塚田正熙と助監督の長石多可男の存在は大きく、『イナズマンF』の硬質な世界観を継承している感がある。
第1話から第4話の脚本を担当した大門勲は長石多可男・平山公夫・平山亨の共同ペンネームである。『宇宙船』Vol.30（1986年6月号）36頁のインタビューでの長石のコメントによれば、1話は長石、2話を平山公夫、3・4話を平山亨がメインで執筆したという。長石を起用した理由について、平山は「彼が『仮面ライダー』を一番理解していると思ったから」と述べている。
NET系土曜19時台後半時代の仮面ライダーシリーズのスポンサーとして提供していた大正製薬は、本作品を最後に同枠のスポンサーから離れた。前作『X』終了間際の1974年10月に大正製薬から温感貼り薬「カプシプラスト」が新発売され、前作および本作品のスポンサーとして「カプシプラスト」のCMが流れた。
- 原作 - 石森章太郎
- 連載 - テレビマガジン、たのしい幼稚園、テレビランド、冒険王
- 企画 - 平山亨、阿部征司
- 脚本 - 大門勲、鈴木生朗、伊上勝、村山庄三、松岡清治
- 監督 - 塚田正熙、山田稔、内田一作、田口勝彦、折田至
- 助監督 - 長石多可男、福島孔道、平山公夫、高橋正治
- 技斗 - 高橋一俊
- 音楽 - 菊池俊輔
- 制作 - 毎日放送、東映

## 音楽

### 主題歌
オープニングテーマ「アマゾンライダーここにあり」
作詞 - 石森章太郎 / 作曲 - 菊池俊輔  / 歌 - 子門真人（SCS-242）
『仮面ライダー』第1作以来、久しぶりに子門真人によるオープニングとなった。子門が歌う『仮面ライダー』シリーズの正規オープニング曲は、これが最後となった。

第1話では本編にオーバーラップして始まる。編集の菅野順吉はフィルムの尺を詰め切れなかったためと述べている。
2006年には、声優・関智一が自身のCD『関智一の勝手に祝うライダー35周年！』でこの曲をカヴァーしている。

エンディングテーマ「アマゾンダダダ!!」
作詞 - 八手三郎 / 作曲 - 菊池俊輔 / 歌 - 子門真人、コロムビアゆりかご会（SCS-242）
1番の歌詞には「ゲドン」の名前が入っているため、第14話でゲドンが壊滅したことに伴い第15話以降は2番の歌詞が使用された。
この曲のイントロ部分は、後に『仮面ライダー (スカイライダー)』や『仮面ライダースーパー1』の劇伴として使用された。

### 挿入歌
これまでのシリーズ同様、正副主題歌、挿入歌も含めて10曲以上の歌曲が製作され、そのいずれも菊池俊輔が作・編曲を手がけている。また特筆すべき点として、本作品で初めて小林昭二が歌う立花藤兵衛のテーマ「俺は立花藤兵ヱだ」が製作された。
「アマゾンライダーアクション」（第9、12、15、16話）
作詞 - 石森章太郎 / 作曲・編曲 - 菊池俊輔 / 歌 - 子門真人

「アマゾン倒せ」（第10話）
作詞 - 中瀬当一 / 作曲・編曲 - 菊池俊輔 / 歌 - サニー・シンガーズ

「その名はアマゾン」（第11話）
作詞 - 土井信 / 作曲・編曲 - 菊池俊輔 / 歌 - 子門真人

「アマゾンおしえておくれ」
作詞 - 中瀬当一 / 作曲・編曲 - 菊池俊輔 / 歌 - 子門真人、山上万智子

「走れ炎のジャングラー」
作詞 - 赤井圭 / 作曲・編曲 - 菊池俊輔 / 歌 - 子門真人、コロムビアゆりかご会

「東京ジャングル」
作詞 - 土井信 / 作曲・編曲 - 菊池俊輔 / 歌 - 子門真人

「アマゾン一人」
作詞 - 田中守 / 作曲・編曲 - 菊池俊輔 / 歌 - 子門真人

「アマゾン一緒にたたかおう」
作詞 - 田中守 / 作曲・編曲 - 菊池俊輔 / 歌 - 子門真人、コロムビアゆりかご会

「ぼくらのアマゾンライダー」
作詞 - 赤井圭 / 作曲・編曲 - 菊池俊輔 / 歌 - コロムビアゆりかご会

## 制作

### 企画の経緯
スマートと流麗を打ち出した前作『仮面ライダーX』の後を受け、ライダーシリーズ新番組の企画書には「『仮面ライダー』はその原点である『野獣性』に立ち戻り」と記された。以降もシリーズ新作のたびに意識される「原点回帰」という概念が明言されたのは、このときが初めてである。だが、ここでいう「原点」とは、第1作『仮面ライダー』の第1話をさらにさかのぼり、立川文庫や『少年倶楽部』のような戦前の児童向けマスコミが内包していた世界観を志向している。
原作者の石森章太郎は、映画『未来惑星ザルドス』に触発されて原始的な仮面ライダーを提案し、また当時高い人気を誇っていた「ドラゴン」の異名を持つブルース・リーのイメージも取り入れられ、仮称『ドラゴンライダー』の構想が練られた。その内容は拳法の達人「リュウ」が旅をしながら敵を倒していくというものだったが、前述したもう1つの要素「原始的な世界観」とうまく馴染まないため、ターザンのようなスタイルへ変更された。主題歌にはこの初期案の名残があり、歌詞の表現はアマゾンライダーよりもドラゴンライダーのイメージであると東映プロデューサーの平山亨は語っている。
その後、企画書が起こされた時点ではすでに『仮面ライダーアマゾン』という正式名称が確定していた。あまり試行錯誤せずにこれほど早く番組の題名が決まるのは、珍しいことであった。
ストーリーの展開上、放送前半の敵組織ゲドンは1クールという短さで壊滅しているが、これは中途の変更ではなく、当初から予定されていたことである。
クランクインは8月末を予定していたが、9月9日にずれ込んだ。本作品の遅れに伴い、『仮面ライダーX』は当初の全33話の予定から2話分延長され、全35話となった。
東映生田撮影所初代所長の内田有作は、擬闘の高橋一俊のアクションのマンネリ化を懸念して「アクションの質を変えるために、意図的に動きにくい着ぐるみを作成するよう指示を出した」と高橋に伝えたところ吃驚していたが、結果的にこれが獣人の爬虫類的な異様な世界を生むことに繋がったと振り返っている。
歴代仮面ライダーが登場しない理由について、平山亨と内田の対談で「アマゾンは今までと違ってまったくのゼロからスタートした作品なので先代ライダーを登場させにくい」「なるべく次の展開までとっておくつもりだったので、スタートしてしばらくはまだ必要ないと思っていたら、打ち切りが決まったから」と語られた。

### 撮影
本作品でも撮影は『X』までと同様に過酷となった。特に本作品では主人公のアマゾンが当初は上半身裸だったうえ、撮影時期が冬という事情も重なり、演じていた岡崎徹は「富士急ハイランドのジェットコースターのレールを命綱無しで登り、迫ってくるコースターを寸前で回避する」「伊勢丹新宿店のビルとビルの間を命綱無しで渡る」など、過酷な撮影だったことを後年に述懐している。

### ネットチェンジと番組の終了
仮面ライダーX#評価にもある通り、放送当時在阪のテレビ局にて発生していた、「腸捻転」と呼ばれる資本系列に対して捻れていたネットワーク体系の影響で、毎日放送制作の仮面ライダーシリーズも局またぎで放送できないと本作品の開始以前より判断されていた。
毎日新聞社系列の毎日放送と朝日新聞社系列のNETは、この「腸捻転」状態の解消を目的として、制作局である毎日放送が1975年春（3月31日）からTBS系列に参入することとなり、それに伴って本作品も全24話で終了した。これは連続テレビドラマとして制作された仮面ライダーシリーズでは最短話数の作品となっているが、不人気による打ち切りではなく番組開始以前から決まっていたことであり、新たな『仮面ライダー』の放送開始を前述のネットチェンジに合わせる場合、前番組である『仮面ライダーX』の放送をそれまでの間継続することは、シリーズ継続に必要なカロリーを考慮して無理があった。そのため『X』を全33話で終了させた上で、翌年3月までの2クール26話を新シリーズ、即ち本作品の展開に充て、ネットチェンジと同時にさらなる新シリーズを立ち上げる流れが決定していった。毎日放送側が用意した第1話放映日の読売新聞記事でも、「全二十四話」と告知されている。一方で、このことは現場スタッフには知らされていなかったらしく、平山亨と内田有作、阿部征司といった主要スタッフは口をそろえて「途中で番組終了を聞かされた」と述べている。
本作品の終了をもって、1964年9月開始の『バッグス・バニー・ショー』（第3期）以来、10年半続いた土曜19時台後半の毎日放送制作枠は撤廃となった。NET→テレビ朝日での放送も、毎日放送から番組制作が移管した2000年の『仮面ライダークウガ』まで待つ事となる。

## 放送日程
| 放送日         | 放送回 | サブタイトル                       | 登場怪人                                                     | 脚本     | 監督     |
| -------------- | ------ | ---------------------------------- | ------------------------------------------------------------ | -------- | -------- |
| 1974年10月19日 | 1      | 人か野獣か?! 密林から来た凄い奴！  | - クモ獣人（声 - 林一夫）                                    | 大門勲   | 塚田正煕 |
| 10月26日       | 2      | 十面鬼！神か？悪魔か？             | - 獣人吸血コウモリ（声 - 市川治）                            | 大門勲   | 塚田正煕 |
| 11月02日       | 3      | 強くてハダカで速い奴!              | - カマキリ獣人（声 - 山下啓介）                              | 大門勲   | 山田稔   |
| 11月09日       | 4      | 走れ！怒りのジャングラー!!         | - 獣人大ムカデ（声 - 辻村真人）                              | 大門勲   | 山田稔   |
| 11月16日       | 5      | 地底からきた変なヤツ!!             | - モグラ獣人（声 - 槐柳二）                                  | 鈴木生朗 | 内田一作 |
| 11月23日       | 6      | インカ縄文字の謎!!                 | - 獣人ヤマアラシ（声 - 市川治）                              | 鈴木生朗 | 内田一作 |
| 11月30日       | 7      | とける！とける！恐怖のヘビ獣人!?   | - ヘビ獣人（声 - 林一夫）                                    | 伊上勝   | 塚田正煕 |
| 12月07日       | 8      | 学校を襲ったワニ獣人!!             | - ワニ獣人（声 - 八代駿）                                    | 村山庄三 | 塚田正煕 |
| 12月14日       | 9      | ゆけアマゾン！カニ獣人の島へ！     | - カニ獣人（声 - 峰恵研）                                    | 伊上勝   | 田口勝彦 |
| 12月21日       | 10     | 黒ネコ獣人 保育園をねらう!!        | - 黒ネコ獣人（声 - 山下啓介）                                | 鈴木生朗 | 田口勝彦 |
| 12月28日       | 11     | 金色のカタツムリは死神の使い?!     | - 獣人カタツムリ（声 - 池水通洋）                            | 鈴木生朗 | 山田稔   |
| 1975年01月04日 | 12     | 見た！ゲドンの獣人改造室!!         | - トゲアリ獣人（声 - 市川治、人間体〈村田源次〉 - 中原正之） | 伊上勝   | 山田稔   |
| 1月11日        | 13     | 迫る！十面鬼！危うしアマゾン!!     | - 獣人ヘビトンボ（幼虫）（声 - 峰恵研）                      | 伊上勝   | 塚田正煕 |
| 1月18日        | 14     | 十面鬼死す！そして新しい敵!?       | - 獣人ヘビトンボ（成虫）（声 - 峰恵研）                      | 伊上勝   | 塚田正煕 |
| 1月25日        | 15     | 出たぞ！恐怖のゼロ大帝!!           | - ハチ獣人（声 - 曽我部和行）                                | 伊上勝   | 内田一作 |
| 2月01日        | 16     | ガランダーの東京火の海作戦!!       | - ゲンゴロウ獣人（声 - 林一夫、人間態〈行商人〉 - 安藤三男） | 鈴木生朗 | 内田一作 |
| 2月08日        | 17     | 富士山大爆発？東京フライパン作戦！ | - ガマ獣人（声 - 辻村真人）                                  | 松岡清治 | 折田至   |
| 2月15日        | 18     | ゼロの恐怖！大地震作戦!!           | - ハンミョウ獣人（声 - 市川治）                              | 鈴木生朗 | 折田至   |
| 2月22日        | 19     | 出動、ガランダー少年部隊!!         | - フクロウ獣人（声 - 佐原公雄）                              | 鈴木生朗 | 塚田正煕 |
| 3月01日        | 20     | モグラ獣人 最後の活躍!!            | - キノコ獣人（声 - 本塚正之）                                | 伊上勝   | 塚田正煕 |
| 3月08日        | 21     | 冷凍ライダーを食べる人喰い獣人！   | - イソギンチャク獣人（声 - 本塚正之）                        | 村山庄三 | 田口勝彦 |
| 3月15日        | 22     | インカ人形 大東京全滅の日!?        | - モモンガー獣人（声 - 佐原公雄）                            | 伊上勝   | 田口勝彦 |
| 3月22日        | 23     | にせライダー対アマゾンライダー!!   | - サンショウウオ獣人（声 - 辻村真人） - にせアマゾンライダー | 鈴木生朗 | 内田一作 |
| 3月29日        | 24     | やったぞアマゾン！ゼロ大帝の最後!! | - 真のゼロ大帝                                               | 鈴木生朗 | 内田一作 |

## 放送局
- 毎日放送：土曜 19時30分 - 20時
- NETテレビ：土曜 19時30分 - 20時
- 北海道テレビ放送：土曜 19時30分 - 20時
- 青森放送：金曜　17時55分 - 18時25分[147]
- 秋田放送：日曜 18時 - 18時30分（1975年3月迄）→ 水曜 17時20分 - 17時50分 → 17時 - 17時30分[148]
- 山形放送：月曜 17時30分 - 18時[149]
- 東北放送：日曜 9時 - 9時30分[150]
- 福島テレビ：木曜 19時 - 19時30分[151]
- 新潟放送：日曜 10時 - 10時30分（第14話を第15話の予告入りで放送して打ち切り）[152]
- 山梨放送：土曜 18時 - 18時30分
- 石川テレビ放送：火曜 18時 - 18時30分
- 北日本放送：月曜 - 金曜 17時50分 - 18時20分
- 福井テレビジョン放送：月曜 18時 - 18時30分
- 名古屋テレビ放送：土曜 19時30分 - 20時
- 山陰放送：火曜 18時 - 18時30分
- 広島ホームテレビ：土曜 19時30分 - 20時
- テレビ山口：土曜 17時 - 17時30分[153]
- 四国放送：木曜 18時 - 18時30分
- 瀬戸内海放送：土曜 19時30分 - 20時
- 愛媛放送：火曜 18時 - 18時30分
- 高知放送：土曜 18時 - 18時30分
- 九州朝日放送：土曜 19時30分 - 20時
- 熊本放送：月曜 18時 - 18時30分（第8話で打ち切り）[154]
- テレビ大分：日曜 10時 - 10時30分
- 宮崎放送：水曜 18時 - 18時30分（途中打ち切り）
- 沖縄テレビ放送：火曜 19時30分 - 20時

## 評価
主人公・アマゾンのインパクトあふれるキャラクター性は大きな人気を集め、初回放送時の視聴率は前作『仮面ライダーX』終盤から回復したが、その後数字は低下を続けた。2004年のインタビューで内田有作は「今ね、『アマゾン』は再評価されている感じはあるね。あの当時はそれこそクソミソや」と述懐している。
| 視聴率 | 最高  | 最低  | 平均  |
| ------ | ----- | ----- | ----- |
| 関東   | 16.2% | 15.2% | 15.7% |
| 関西   | 19.5% | 15.9% | 17.7% |

## 他媒体展開
以下、特記のない限りいずれの作品にも仮面ライダーアマゾンが登場。キャストや活躍については、リンク先の各項目を参照。

### テレビシリーズ・テレビスペシャル
『仮面ライダーストロンガー』
第36、39話に登場。
『全員集合!7人の仮面ライダー!!』
『仮面ライダーストロンガー』のテレビスペシャル。変身前の山本大介としても登場。
『仮面ライダー (スカイライダー)』
第27・28・54話に登場。
『10号誕生!仮面ライダー全員集合!!』
『仮面ライダーZX』のテレビスペシャル。アマゾンに加え獣人大ムカデが登場。
『仮面ライダーBLACK RX』
『仮面ライダーBLACK』の続編。
『仮面ライダーディケイド』
山本ダイスケ / 仮面ライダーアマゾンと、本作品の十面鬼をモチーフとしたキャラクターである十面鬼ユム・キミルが登場。また本作品の獣人は登場しないが、ユム・キミル配下の怪人はいずれも『アマゾン』の獣人と同じモチーフで揃えられている。

### 映画
『仮面ライダーアマゾン』（1975年3月21日公開）
東映まんがまつりの一編として第16話を上映。シリーズでは初めて同話数のブロウアップ版のみ公開され、劇場用新作は制作されなかった。
2003年12月5日に発売された、昭和仮面ライダーシリーズの映画作品を収録した『仮面ライダーTHE MOVIE BOX』、および単品では2006年発売の「仮面ライダーTHE MOVIE Vol.3」、2011年10月21日発売の「復刻!東映まんがまつり1974夏」に収録されている。
『ジャッカー電撃隊VSゴレンジャー』（1978年3月18日公開）
東映まんがまつりの一編として公開。『ジャッカー電撃隊』と『秘密戦隊ゴレンジャー』の映画作品。
アマゾンと十面鬼が戦っているという設定で、両者とも写真のみ登場。
『仮面ライダー 8人ライダーVS銀河王』（1980年3月15日公開）
東映まんがまつりの一編として公開。『仮面ライダー (スカイライダー)』の映画作品。
『仮面ライダースーパー1』（1981年3月14日公開）
東映まんがまつりの一編として公開。『仮面ライダースーパー1』の劇場版。
『劇場版 仮面ライダーディケイド オールライダー対大ショッカー』（2009年8月8日公開）
『仮面ライダーディケイド』の劇場作品。
『オーズ・電王・オールライダー レッツゴー仮面ライダー』（2011年4月1日公開）
『仮面ライダーオーズ/OOO』と『仮面ライダー電王』をメインとしたクロスオーバー作品。アマゾンに加え、十面鬼ユム・キミルが登場。
『仮面ライダー×仮面ライダー フォーゼ&オーズ MOVIE大戦MEGA MAX』（2011年12月10日公開）
『仮面ライダーフォーゼ』と『仮面ライダーオーズ/OOO』をメインとしたクロスオーバー作品。
スーパーヒーロー大戦シリーズ
いずれも仮面ライダーシリーズとスーパー戦隊シリーズのクロスオーバー作品。
『仮面ライダー×スーパー戦隊 スーパーヒーロー大戦』（2012年4月21日公開）
アマゾンに加え十面鬼ユム・キミルが登場。
『仮面ライダー×スーパー戦隊×宇宙刑事 スーパーヒーロー大戦Z』（2013年4月27日公開）
先の2シリーズとメタルヒーローシリーズのクロスオーバー作品。
『平成ライダー対昭和ライダー 仮面ライダー大戦 feat.スーパー戦隊』（2014年3月29日公開）
アマゾンに加え十面鬼ユム・キミルが登場。
『スーパーヒーロー大戦GP 仮面ライダー3号』（2015年3月21日公開）
『仮面ライダー×スーパー戦隊 超スーパーヒーロー大戦』（2017年3月25日公開）
『仮面ライダー×仮面ライダー ウィザード&フォーゼ MOVIE大戦アルティメイタム』（2012年12月8日公開）
『仮面ライダーウィザード』と『仮面ライダーフォーゼ』をメインとしたクロスオーバー作品。:
『セイバー+ゼンカイジャー スーパーヒーロー戦記（2021年7月22日）
仮面ライダー50周年×スーパー戦隊45作品記念作品。アマゾンが登場。

### オリジナルビデオ・ ネットムービー
ネット版『仮面ライダーディケイド オールライダー超スピンオフ』
細山田マサユキ / 仮面ライダーアマゾンが登場。
ネット版『仮面ライダーディケイド オールライダー対しにがみ博士』
仮面ライダーアマゾンと十面鬼ユム・キミルが登場。
オリジナルビデオ『仮面ライダーフォーゼ 超バトルDVD 友情のロケットドリルステイツ』
仮面ライダーアマゾンと獣人（写真のみ）が登場。

### 漫画

#### 放映当時の連載
テレビマガジン掲載版（石森章太郎 1974年11月号 - 1975年3月号）
詳しくは仮面ライダーアマゾン (漫画)を参照。
冒険王掲載版（すがやみつる 1974年11月号 - 1975年3月号）
詳しくは新・仮面ライダーを参照。
テレビランド掲載版（土山よしき 1974年11月号 - 1975年3月号）
| 掲載号       | 登場怪人ほか         |
| ------------ | -------------------- |
| 1974年11月号 | クモ獣人             |
| 1974年12月号 | 獣人大ムカデ         |
| 1975年1月号  | モグラ獣人、ワニ獣人 |
| 1975年2月号  | トゲアリ獣人         |
| 1975年3月号  | ハチ獣人、ゼロ大帝   |
| 1975年4月号  | ゼロ大帝             |
たのしい幼稚園掲載版（石川巨人 1974年11月号、1975年1月号）
| 掲載号       | 登場怪人  |
| ------------ | --------- |
| 1974年11月号 | クモ獣人  |
| 1975年1月号  | [注釈 33] |
おともだち掲載版（細井雄二 1974年11月号 - 1975年4月号）
| 掲載号       | 登場怪人ほか     |
| ------------ | ---------------- |
| 1974年11月号 | クモ獣人         |
| 1974年12月号 | 獣人吸血コウモリ |
| 1975年1月号  | 獣人ヤマアラシ   |
| 1975年2月号  | トゲアカアリ獣人 |
| 1975年3月号  | ゲンゴロウ獣人   |
| 1975年4月号  | ゼロ大帝         |
ディズニーランド掲載版（石川巨人 1974年12月号）
| 掲載号       | 登場怪人 |
| ------------ | -------- |
| 1974年12月号 | クモ獣人 |

#### 放映終了後の連載
『仮面ライダー』テレビランド掲載版
まんが - 山田ゴロ
1978年より徳間書店『テレビランド』誌で『仮面ライダー』から『仮面ライダーストロンガー』までのストーリーが新作漫画として連載された（1978年10月号から1979年10月号までの連載のうち、仮面ライダーアマゾン編は、1979年6月号から8月号に掲載）。これは『仮面ライダー』の新作制作決定を踏まえ先行してスタートしたもので、連載は『仮面ライダー (スカイライダー)』のTV放送が始まるとともにそのまま『スカイライダー』、さらに『仮面ライダースーパー1』へと引き継がれた。
なお、『仮面ライダースーパー1』のTV放映終了とともにタイアップ連載も終了した（1981年11月号）が、その後、山田は『テレビランド』1982年5 - 6月号の別冊付録に、9人ライダーのオリジナル描きおろし漫画を執筆し、さらに同誌の1982年8月号から1983年8月号にかけて『仮面ライダーZX』を漫画連載した。
『宇宙の11 仮面ライダー銀河大戦』
マーダーの本拠地へ向かう中マーダーマシンの攻撃を受けるが、事なきを得る。その後創世王が操っていないマーダー聖水に気付き、爆破工作も行い勝利の糸口を掴む。
『仮面ライダーSPIRITS』
画 - 村枝賢一
第1部の第九話・第十話 「密林の破壊神（前編・後編）」が仮面ライダーアマゾン主役編となっている。
第3部からはゲドンやガランダーの獣人が敵として出現。また、成長した岡村まさひこが「マサヒコ」の表記で登場する。単行本15巻の裏表紙にはりつこの姿も描かれていた。
『新 仮面ライダーSPIRITS』に移行後、『月刊少年マガジン』2014年12月号にて、マサヒコに伴う形で成長したりつこが作中に登場した。

### 小説
『S.I.C. HERO SAGA』
「MASKED RIDER AMAZON EDITION -プレ・ステージ-」
本作品の前日譚として、アマゾンが改造され仮面ライダーアマゾンとなるまでが描かれている。
「MASKED RIDER DEN-O EDITION -1971年4月3日-」
『仮面ライダー電王』の小説作品。仮面ライダーアマゾンが登場。
1971年当時の本郷猛（1号ライダー）や電王を助けるため、他のライダーと共に登場。
『仮面ライダーEVE-MASKED RIDER GAIA-』
原作者の漫画作品『仮面ライダー』の続編。仮面ライダーアマゾンが登場。

### 映像ソフト化
いずれも販売元は東映ビデオ。
- ビデオ（VHS、セル・レンタル共通）は全6巻がリリース。前作『X』までは放送順と収録順が一致しなかったが、本作品より放送順に収録されるようになった。
- 1995年8月21日から12月8日にかけてレーザーディスクが発売された。全3巻の各2枚組で各巻8話収録。
- 2003年8月8日から9月21日にかけてDVDが発売された[160]。全2巻の各2枚組で各巻12話収録。
- 2008年7月21日発売の「石ノ森章太郎 生誕70周年 DVD-BOX」に第1話が収録されている。
- 2016年10月5日にBlu-ray BOXが発売[24]。

### ゲーム
発売元はバンダイナムコゲームス（バンダイレーベル、バンプレストレーベル）による。
仮面ライダー クライマックスヒーローズ フォーゼ
2011年12月1日発売。対応機種はWiiとPlayStation Portable。シリーズ4作目以降から昭和シリーズと共に参加。アマゾンが登場。
コンパチヒーローシリーズ

『特撮冒険活劇 スーパーヒーロー烈伝』
仮面ライダーアマゾン、モグラ獣人、ワニ獣人、クモ獣人、十面鬼、ゼロ大帝などが登場。

### CS放送・ネット配信
CS放送
- 東映チャンネル…2006年1月 - 3月、2008年5月 - 7月、2011年11月 - 2012年2月、2014年1月 - 4月、2018年7月 - 9月
  - 2008年の放送時のみ「アンコールアワー」枠、他はいずれも「石ノ森章太郎劇場」枠にて放送。

ネット配信
- 東映特撮 YouTube Official…2012年5月28日 - 8月19日、2015年10月3日 - 12月26日、2019年11月13日 - 2020年2月5日、2024年3月13日 -
- 東映特撮ニコニコおふぃしゃる…2017年10月1日 - 2018年3月11日